# Gebogen driehoeksvaren
De gebogen driehoeksvaren (Gymnocarpium dryopteris) is een overblijvende varen uit de familie Cystopteridaceae. De plant komt voor op zure bodem op beschaduwde plaatsen. In België en Nederland is de soort zeldzaam. Het blad van deze varen heeft een duidelijk driehoekige vorm, en de bladsteel vertoont een knik zodat het blad bijna horizontaal staat.

## Naamgeving
- Synoniemen: Phegopteris dryopteris (L.) Fée, Thelypteris dryopteris (L.) Sloss., Dryopteris linnaeana C.Chr.
- Duits: Eichenfarn
- Engels: Oak Fern
- Frans: Polypode du chêne

## Kenmerken

### Bladeren

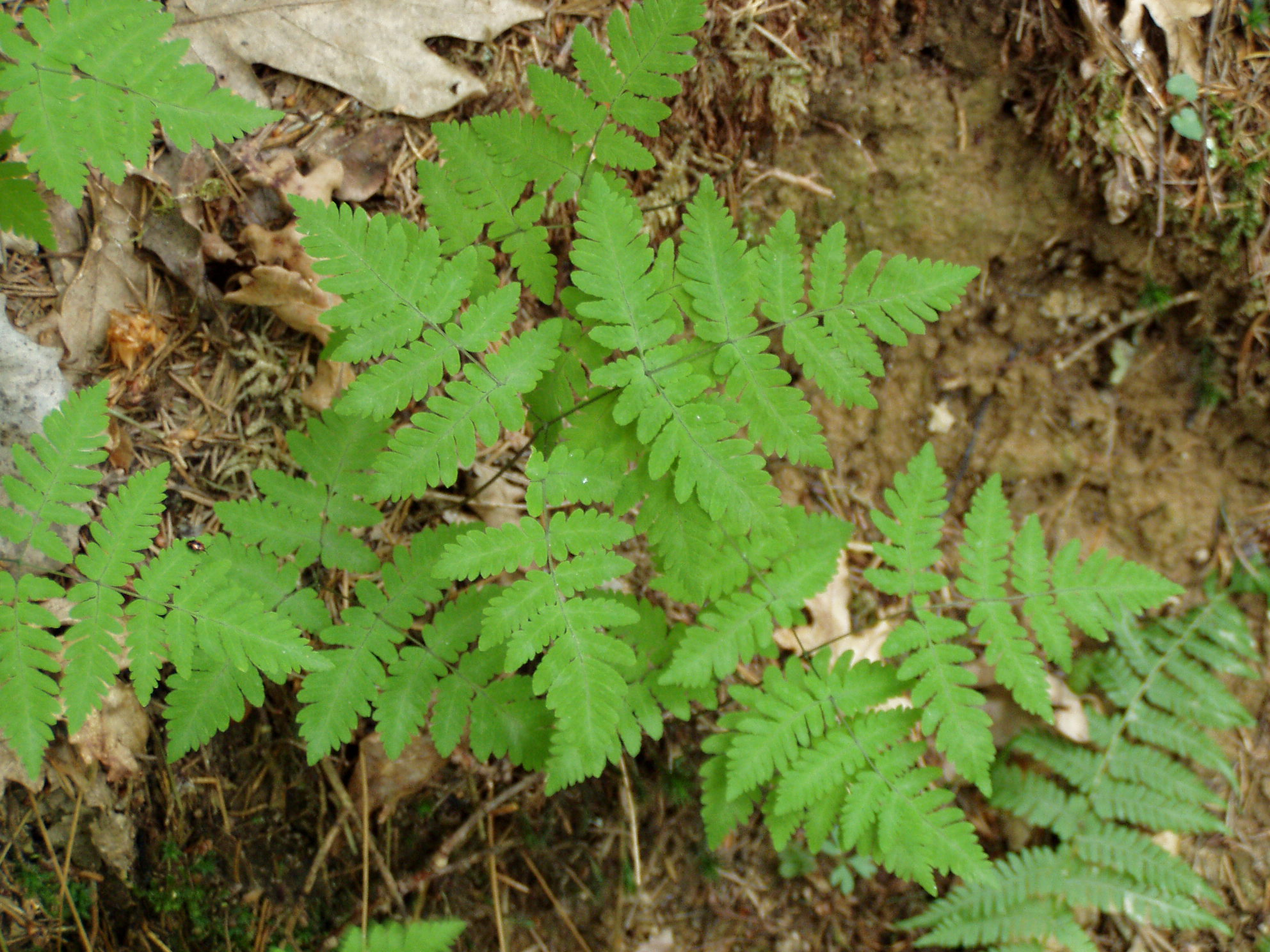

De bladeren overwinteren niet. Ze staan alleen, maar op korte afstand van elkaar en zijn maximaal 45 cm lang, waarvan ongeveer twee derde voor de steel. De bladsteel is donkerbruin tot zwart, dun en breekbaar, met een knik onder de eerste deelblaadjes, zodat de bladschijf schuin tot horizontaal staat. Het blad is geel- lichtgroen, kaal (dat wil zeggen: niet beklierd of behaard) , teer, breed-driehoekig (iets langer dan breed) tot ruitvormig en drievoudig gedeeld. De onderste deelblaadjes zijn op hun beurt ook weer breed driehoekig en bijna even groot als de rest van het blad. De algemene indruk is die van een blad met drie bijna even grote deelblaadjes.

### Sporenhoopjes
De sporendoosjes liggen in ronde tot ovale sporenhoopjes in rijen langs beide zijden van de nerven aan de onderzijde van het blad. De sporen zijn rijp van mei tot september.

## Habitat
De gebogen driehoeksvaren komt voor op voedselarme, zure bodem. De plant is meestal te vinden in loof- en naaldbossen, op puinhellingen, rotswanden, holle wegen, greppels en muren en op bemoste boomstammen, maar steeds in de schaduw. In kalkrijke streken komt de soort voor op steile hellingen waar de kalk door regenwater weggespoeld is. In bewoonde en stedelijke gebieden groeit hij soms op oude vochtige muren, kaden, waterputten, oude sluisdeuren ...

## Voorkomen
De gebogen driehoeksvaren komt over het noordelijk halfrond voor in koude tot gematigde streken: Canada, Schotland. In Scandinavische bossen is de soort zeer algemeen. In België is de plant vrij zeldzaam in het Maasgebied. In Vlaanderen en Nederland is de varen zeldzaam tot zeer zeldzaam.

## Verwante en gelijkende soorten
De gebogen driehoeksvaren heeft in België en Nederland nog een nauwe verwant: de rechte driehoeksvaren (Gymnocarpium robertianum). Deze is te onderscheiden door zijn rechte steel, de blaadjes dragen klieren en hebben een speciale geur en doordat de plant enkel op kalkrijke grond voorkomt.
De smalle beukvaren (Phegopteris connectilis) komt in hetzelfde milieu voor maar heeft smallere, tweevoudig geveerde bladeren, terwijl de zwartsteel (Asplenium adiantum-nigrum) en de blaasvaren (Cystopteris fragilis) enkel op kalkrijke plaatsen voorkomen en fijnere, donkere bladeren en een andere plaatsing van de sporenhoopjes hebben.

## Bedreiging en bescherming
In Vlaanderen staat de gebogen driehoeksvaren op de Vlaamse Rode Lijst (planten) als 'met uitsterven bedreigd'.